# Mycetophila pellucida
Mycetophila pellucida är en tvåvingeart som beskrevs av Freeman 1951. Mycetophila pellucida ingår i släktet Mycetophila och familjen svampmyggor. Inga underarter finns listade i Catalogue of Life.